# TRUST Me
『TRUST Me』（トラスト・ミー）は、1991年7月3日に発売された荻野目洋子の13作目のオリジナル・アルバム。発売元はビクター音楽産業。(品番・CD:VICL-170)

## 概要
プロデュースは前作『KNOCK ON MY DOOR』と同様に吉田建が手掛けている。タイトルの「TRUST Me」は、ディレクターの野澤孝智がプロデューサーである吉田に会った際、「オレを信じてやってくれ」との発言を受けたことに因んだものだという。
作詞は覚和歌子、及川眠子、吉元由美など女性作家で統一され、作曲にはNOBODY、久保田利伸、Face 2 fAKEの大羽義光らを迎えて制作された。
ジャケットは写真集「太陽の海岸 Costa del sol」（1991年3月10日発売）撮影の際に訪れたスペインのリゾート地″コスタ・デル・ソル″にて写したもの。前作に引き続き三浦憲治が撮影を担当している。
M-5「雨の石」はベイビーフェイスのプロデュース作品「Why Do I Believe」（ペブルス）のカバーである。
2010年5月発売の再発盤アルバム（デビュー25周年 リイシュー企画）「TRUST Me [+7]」には、ボーナストラックとして「I Know You」「美女と野獣 -savanna mix-」「美女と野獣 -Jungle Version-」「BECAUSE -version II-」「Morning Rain」「ヒューマノイド進化論」「感傷的サイバー・ベイ」も追加収録されている。

## 収録曲

### CD
| #   | タイトル                | 作詞                      | 作曲       | 編曲                                 | 時間 |
| --- | ----------------------- | ------------------------- | ---------- | ------------------------------------ | ---- |
| 1.  | 「わかって」            | 覚和歌子                  | 吉田建     | 奈良部匠平                           | 4:30 |
| 2.  | 「MOONLIGHT BLUE」      | 吉元由美                  | 大羽義光   | 奈良部匠平                           | 4:49 |
| 3.  | 「PRELUDE TO ″A″ KISS」 | 覚和歌子                  | 吉田建     | 小林信吾                             | 4:49 |
| 4.  | 「BECAUSE」             | 鈴木結女                  | 鈴木結女   | 国吉良一                             | 5:34 |
| 5.  | 「雨の石」              | Baby Face (訳詞) 覚和歌子 | Baby Face  | 国吉良一                             | 4:01 |
| 6.  | 「C'EST LA VIE」        | 覚和歌子                  | NOBODY     | 奈良部匠平                           | 3:55 |
| 7.  | 「LANA」                | 吉元由美                  | NOBODY     | 吉田建                               | 4:05 |
| 8.  | 「ひまわり」            | 及川眠子                  | NOBODY     | 国吉良一                             | 4:35 |
| 9.  | 「素直な恋」            | 及川眠子                  | 大羽義光   | 小林信吾                             | 4:17 |
| 10. | 「美女と野獣」          | 川村真澄                  | 久保田利伸 | 柿崎″wacky″洋一郎・中村″KITAROH″幸司 | 4:19 |

| #         | タイトル                       | 作詞      | 作曲              | 編曲                                 | 時間  |
| --------- | ------------------------------ | --------- | ----------------- | ------------------------------------ | ----- |
| 11.       | 「I Know You」                 | 覚和歌子  | 柿崎″wacky″洋一郎 | 柿崎″wacky″洋一郎                    | 4:25  |
| 12.       | 「美女と野獣」(savanna mix)    | 川村真澄  | 久保田利伸        | Remixed by SOUICHI TERADA            | 5:28  |
| 13.       | 「美女と野獣」(Jungle Version) | 川村真澄  | 久保田利伸        | 柿崎″wacky″洋一郎・中村″KITAROH″幸司 | 4:11  |
| 14.       | 「BECAUSE」(version II)        | 鈴木結女  | 鈴木結女          | 国吉良一                             | 5:39  |
| 15.       | 「Morning Rain」               | 川村真澄  | 久保田利伸        | 柿崎″wacky″洋一郎                    | 3:53  |
| 16.       | 「ヒューマノイド進化論」       | 戸川純    | MARK DAVIS        | MARK DAVIS・氷室昌之                 | 4:35  |
| 17.       | 「感傷的サイバー・ベイ」       | 戸川純    | MARK DAVIS        | MARK DAVIS・氷室昌之                 | 4:02  |
| 合計時間: | 合計時間:                      | 合計時間: | 合計時間:         | 合計時間:                            | 77:07 |

## 参加ミュージシャン
- DRUMS：青山純、江口信夫
- BASS：吉田建
- GUITAR：土方隆行、角田順
- KEYBOARDS：奈良部匠平、小林信吾、国吉良一
  - KEYBOARDS PROGRAMMING：石川鉄男、迫田到
- TRUMPETS：小林正広、荒木敏男
- TROMBONE：村田陽一
- SAX：山本拓夫
- CHORUS：坪倉唯子、和田恵子、SUZIE、山根麻衣、告井延隆、中野督夫、吉田建、荻野目洋子
  - JUNGLE CHORUS：久保田利伸 by the courtesy of Sony Records（M-10）